# Poluostrov Sarymsek
Poluostrov Sarymsek är en halvö i Kazakstan. Den ligger i den östra delen av landet, 600 km sydost om huvudstaden Astana.